# Diên Sầm
Diên Sầm (chữ Hán: 延岑, ? – 36), tự Thúc Nha, người huyện Trúc Dương, quận Nam Dương, Kinh Châu . Ban đầu ông quy thuận chính quyền Canh Thủy; sau đó nổi lên như một thủ lĩnh quân phiệt độc lập, hoạt động ở một dải Hán Trung, Kinh Châu, Nam Dương, rồi bị quân Hán đánh bại, phải nương nhờ Thành Gia đế Công Tôn Thuật ở đất Thục; sau khi Thuật tử thương, Sầm xin hàng nhưng ông và gia quyến vẫn bị Đại tư mã Ngô Hán tàn sát.

## Giai đoạn 23 – 25?
Năm 23, Diên Sầm bị tướng Lưu Gia (dưới quyền Canh Thủy đế) đánh bại ở huyện Quan Quân thuộc quận Nam Dương, bèn xin hàng. Ông có lẽ đã khởi nghiệp tại Quan Quân, nhưng không rõ là thủ lĩnh hay bộ tướng của quân phiệt nào!? Cũng không có ghi chép về Sầm khi còn phục vụ chính quyền Canh Thủy (cho đến năm 25?).

## Giai đoạn 26 – 28
Năm 26, Sầm đánh bại Lưu Gia, chiếm lĩnh Nam Trịnh thuộc quận Hán Trung (có lẽ ông theo Lưu Gia vào Hán Trung). Tháng 2, tự xưng Vũ An vương. Sầm đuổi theo Lưu Gia, theo hướng tây bắc vào quận Vũ Đô, bị Trụ Công hầu Lý Bảo (thuộc chính quyền Canh Thủy) đánh bại, chạy về hướng quận Thiên Thủy. Lưu Gia, Lý Bảo giành lại Nam Trịnh từ tay Công Tôn Thuật, đến đóng đồn ở Hà Trì thuộc Vũ Đô, rồi tiến xuống Biện, cùng Sầm giao chiến. Ông vào Tán Quan đến Tam Phụ, bị Lưu, Lý bắt kịp ở Trần Thương thuộc quận Phù Phong. Sầm thua trận ở phía tây Trường An, chạy theo hướng đông đến Đỗ Lăng thuộc Kinh Triệu Doãn. Lưu, Lý quay sang tấn công quân khởi nghĩa Xích Mi ở phụ cận Trường An. Tháng 9, Sầm và Lý Bảo liên hiệp đánh bại tướng Xích Mi là Bàng An ở Đỗ Lăng. Sau đó ông đẩy lui Đại tư đồ Đặng Vũ ở Lam Điền thuộc Kinh Triệu Doãn.
Tháng 4 năm sau (27), Sầm bị tướng Hán là Phùng Dị đánh bại ở Thượng Lâm Uyển thuộc quận Hữu Phù Phong. Sau đó Dị lại liên hiệp với Đặng Diệp, Vu Khuông đánh bại ông ở huyện Tích thuộc quận Hoằng Nông. Tháng 6, tướng Hán là Cảnh Yểm đánh bại Sầm ở huyện Nhương thuộc quận Nam Dương. Mặc dù ông chưa thua trận nào quá nặng, không rõ vì sao lại quy thuận thủ lĩnh quân phiệt ở huyện Kỵ (hoặc Kỳ, xem bài viết Tần Phong) thuộc Nam quận là Sở Lê vương Tần Phong, cùng thủ lĩnh quân phiệt ở Di Lăng thuộc quận Nam Dương là Điền Nhung được Phong gả con gái. Cuối năm, Sầm cùng bộ tướng của Tần Phong là Trương Thành bị Chu Hỗ, Sái Tuân đánh bại ở Đông Dương tụ (làng), huyện Dục Dương thuộc quận Nam Dương, Thành tử trận, ông chạy về chỗ Tần Phong.
Tháng 2 năm 28, Sầm đánh Thuận Dương thuộc quận Nam Dương, ở huyện Đặng giao chiến với Đặng Diệp, Vu Khuông dưới sự chỉ huy của Đặng Vũ, thất bại. Ông chạy đến phía bắc Vũ Đương thuộc quận Nam Dương thì bị bắt kịp, lại thua, trốn đi Hán Trung.

## Giai đoạn 29 – 34
Tháng 6 năm 29, quân phiệt Tần Phong bị quân Hán tiêu diệt, Sầm, Nhung đều xin hàng Công Tôn Thuật ở đất Thục. Ông được nhiệm chức Đại tư mã, Nhữ Ninh vương.
Năm 30, Kỵ mã đô úy của chính quyền Thành Gia là Kinh Hàm đề nghị lấy Sầm, Nhung chia hương bắc, đông tiến đánh quân Hán, anh em của Thuật và quan viên người Thục can ngăn, Thuật đối với bọn Sầm cũng có điểm nghi kỵ, nên không theo kế hoạch này. Mùa hạ năm ấy, bọn tướng Hán là Lý Thông, Vương Bá, Hầu Tiến tiến đánh Hán Trung, viện quân của Thuật bị phá, nhưng Sầm lại được Ngôi Hiêu giúp đỡ, đẩy lui quân Hán. Năm 34, con Hiêu là Ngỗi Thuần đầu hàng nhà Hán, quân Hán tập trung tấn công chính quyền Thành Gia ở đất Thục.

## Giai đoạn 35 – 36
Tháng 8 năm 35, Sầm cùng Lã Vị, Vương Nguyên, Công Tôn Khôi đón đánh tướng Hán là Sầm Bành ở khoảng giữa 2 quận Quảng Hán, Kiền Vi. Sầm Bành sai Tang Cung đón đánh quân Thục ở chính diện, còn mình vu hồi tập kích, ở Hoàng Thạch Than, huyện Phù Lăng thuộc Ba quận đánh bại tướng Thục là Hầu Đan, chiếm được Vũ Dương thuộc quận Kiền Vi ngay sau lưng bọn Sầm. Kỵ binh Hán đánh hạ Quảng Đô thuộc Thục quận, tiền quân cách Thành Đô mấy chục dặm. Ban đầu, Thuật nghe nói Bình Khúc thuộc Ba quận có quân Hán, phái Sầm đi đón đánh, nay Sầm Bành xuất hiện ở hậu phương của ông, Thuật cả sợ nói: Là thần hay sao!? Đồng thời, Sầm lại bị Tang Cung đánh bại trong trận Trầm Thủy.
Tháng 9 năm 36, Sầm khuyên Thuật rằng: Nam nhi nên tìm sống trong chết, sao lại ngồi chịu trận! Tiền tài dễ kiếm lắm, không nên tiếc rẻ. Thuật đem tài sản ra mộ được 5000 quân cảm tử, giao cho ông. Sầm tập kích Đại tư mã Ngô Hán ở Thị Kiều, Hán ngã xuống nước, nhờ nắm được đuôi ngựa mới thoát chết. Tháng 11, ông ở cửa bắc Thành Đô giao chiến với Tang Cung, thắng liền 3 hiệp, nhưng Thành Gia đế Công Tôn Thuật lại bị trọng thương. Sau khi vào thành, Thuật giao lại quân đội cho Sầm rồi chết. Hôm sau, ông mở cửa đầu hàng Ngô Hán, nhưng Ngô Hán lại diệt tộc của Thuật và Sầm.

## Thành ngữ liên quan
- Tử trung cầu sinh (tạm dịch: tìm sống trong chết)